# Estación de Coslada Central
Coslada Central es una estación de la línea 7 del Metro de Madrid, situada entre la calle de Pablo Neruda y el paseo de Francisco Javier Sauquillo, en el municipio madrileño de Coslada.
Ofrece una conexión con la estación de Coslada de las líneas C-2, C-7 y C-8 de Cercanías Madrid, formando ambas un intercambiador de transporte.

## Historia y características
La estación fue inaugurada el 5 de mayo de 2007 y está decorada con grandes murales por los andenes y el vestíbulo, realizados por Raúl Díaz Reyes, los cuales, bajo el título de "De Madrid al cielo", reflejan diferentes imágenes de cielos de Madrid.
La estación ha sufrido varias obras de rehabilitación desde su inauguración para garantizar la seguridad y aliviar las grietas que se han formado encima de los túneles por los que discurre el tramo MetroEste. Véase Obras de rehabilitación en Línea 7 para más detalles.

## Accesos
Vestíbulo Coslada Central (Metro de Madrid)
- Doctor Fleming C/ Doctor Fleming, s/n (en el parque Doctor Fleming)
- Ascensor C/ Doctor Fleming, s/n (en el parque Doctor Fleming)
- Renfe Abierto de 6:00 a 0:30 Correspondencia con Cercanías Renfe

Vestíbulo Renfe
- Luis Braille C/ Luis Braille, s/n (Correspondencia con Cercanías Renfe)

## Líneas y conexiones

### Metro
| procedencia/destino  | < estación | línea | estación >        | destino/procedencia                           |
| -------------------- | ---------- | ----- | ----------------- | --------------------------------------------- |
| Hospital del Henares | La Rambla  |       | Barrio del Puerto | Pitis Cambio de tren en Estadio Metropolitano |

### Cercanías
| procedencia/destino                              | < estación | Línea | estación >   | destino/procedencia |
| ------------------------------------------------ | ---------- | ----- | ------------ | ------------------- |
| Chamartín                                        | Vicálvaro  |       | San Fernando | Guadalajara         |
| Príncipe Pío                                     | Vicálvaro  |       | San Fernando | Alcalá de Henares   |
| Cercedilla                                       | Vicálvaro  |       | San Fernando | Guadalajara         |
| Santa María de la Alameda-Peguerinos El Escorial | Vicálvaro  |       | San Fernando | Guadalajara         |

### Autobuses
| Diurnos |                       |                                      |                           |
| Línea   | Destino               | Parada                               | Operador                  |
| 2       | Cementerio / C.I.T.I. | 07172 Doctor Fleming-Coslada Central | Avanza Movilidad Integral |
| 2       | Barrio de la Estación | 07110 Doctor Fleming-Coslada Central | Avanza Movilidad Integral |
| SE72    | Hospital del Henares  | 09133 Av.España-Zoco Coslada         | Avanza Movilidad Integral |

| Diurnos |                                 |                                      |                           |
| Línea   | Destino                         | Parada                               | Operador                  |
| 280     | Hospital - Loeches              | 09133 Av.España-Zoco Coslada         | Avanza Movilidad Integral |
| 287     | Coslada (Barrio de la Estación) | 09133 Av.España-Zoco Coslada         | Avanza Movilidad Integral |
| 288     | San Fernando (Cementerio)       | 09133 Av.España-Zoco Coslada         | Avanza Movilidad Integral |
| 287     | Madrid (Alsacia)                | 09132 Av.España-Zoco Coslada         | Avanza Movilidad Integral |
| 288     | Madrid (Ciudad Lineal)          | 09132 Av.España-Zoco Coslada         | Avanza Movilidad Integral |
| 289     | Coslada (Hospital)              | 07110 Doctor Fleming-Coslada Central | Avanza Movilidad Integral |
| 290     | Madrid (El Cañaveral)           | 07110 Doctor Fleming-Coslada Central | Avanza Movilidad Integral |
| SE7     | Barrio del Puerto               | 07110 Doctor Fleming-Coslada Central | Monbus                    |
| 289     | Madrid (Ciudad Lineal)          | 07172 Doctor Fleming-Coslada Central | Avanza Movilidad Integral |
| 290     | Madrid (C.C. Plenilunio)        | 07172 Doctor Fleming-Coslada Central | Avanza Movilidad Integral |
| SE7     | Hospital del Henares            | 07172 Doctor Fleming-Coslada Central | Monbus                    |